# Lemmings (mini-série)
Pour les articles homonymes, voir Lemming (homonymie).
Lemmings (Lemminge) est une mini-série autrichienne crée et réalisée par Michael Haneke.

## Synopsis
La série est divisée en deux épisodes intitulés en français L'Arcadie et Blessures. 
L'Arcadie suit un groupe d'adolescents à l'automne 1959 dans une petite ville d'Autriche. Blessures retrouve les personnages vingt ans plus tard.

## Distribution
Sauf indication contraire, les informations mentionnées dans cette section peuvent être confirmées par la base de données cinématographiques IMDb,  présente dans la section « Liens externes ».
- Monica Bleibtreu : Evi Wasner / Eva Beranek
- Regina Sattler : Evi Wasner / Eva Beranek jeune
- Elfriede Irrall : Sigrid Leuwen
- Eva Linder : Sigrid Leuwen jeune
- Rüdiger Hacker : Christian Beranek
- Christian Ingomar : Christian Beranek jeune
- Paulus Manker : Sigurd Leuwen
- Wolfgang Hübsch : Fritz Naprawnik
- Christian Spatzek : Fritz Naprawnik jeune
- Norbert Kappen : le pasteur
- Guido Wieland : Gröhlinger
- Hilde Berger : Anna, la bonne
- Walter Schmidinger : le professeur Georg Schäfer
- Vera Borek : Bettina
- Elisabeth Orth : Gisela Schäfer
- Wolfgang Gasser : Peter
- Bernhard Wicki : M. Leuwen
- Julia Gschnitzer : Zimmernachbarin
- Gustl Halenke : Mme. Leuwen
- David Haneke
- Kurt Sowinetz : M. Naprawnik
- Grete Zimmer : Mme. Naprawnik
- Rudolf Wessely : M. Wasner
- Ingrid Burkhard : Mme. Wasner
- Kurt Nachmann : Dr. Aigner
- Helma Gautier : Mme. Aigner
- Lena Stolze : Gertraud Aigner
- Zoltan Paul : Letscho
- Elisabeth Schwarz : Bettina Rabenstein
- Manfred Neuboeck : Hans Malecz
- Renate Gippelhauser : Hinkende

## Production
Il s'agit du premier scénario original de Michael Haneke. Il a voulu à travers le scénario brosser un portrait de sa génération. La série est tournée à Wiener Neustadt, la petite ville où a grandi le réalisateur.

## Diffusion
Les deux épisodes ont été diffusés en salle de cinéma en France en 2024,.